# Lista de clubes de futebol da Bahia
Esta é uma lista de clubes de futebol da Bahia.

### Campeonato Baiano de2025
Fonte(s): 
| - Atlético (Alagoinhas) - Bahia (Salvador) - Barcelona (Ilhéus) - Colo-Colo (Ilhéus) - Jacobina (Jacobina) | - Jacuipense (Riachão do Jacuípe) - Jequié (Jequié) - Juazeirense (Juazeiro) - Porto (Porto Seguro) - Vitória (Salvador) |

### Campeonato Baiano - Série B de2025
Fonte(s): 
| - Bahia de Feira (Feira de Santana) - Fluminense (Feira de Santana) - Galícia (Salvador) - Grapiúna (Itabuna) - Itabuna (Itabuna) | - Leônico (Salvador) - SSA (Salvador) - Teixeira de Freitas (Teixeira de Freitas) - Vitória da Conquista (Vitória da Conquista) - Ypiranga (Salvador) |

## Sub-20
Fonte(s): 
| - Atlântico (Lauro de Freitas) - Atlético de Alagoinhas (Alagoinhas) - Bahia (Salvador) - Botafogo (Salvador) - Barcelona de Ilhéus (Ilhéus) - Conquista (Vitória da Conquista) | - Estrela de Março (Salvador) - Feirense (Feira de Santana) - Fluminense de Feira (Feira de Santana) - Galícia (Salvador) - Grapiúna (Itabuna) - Jacobina (Jacobina) | - Jacuipense (Riachão do Jacuípe) - Jequié (Jequié) - Juazeirense (Juazeiro) - Leônico (Salvador) - Porto (Porto Seguro) - SSA (Salvador) | - Vitória (Salvador) - Teixeira de Freitas (Teixeira de Freitas) - Vitória da Conquista (Vitória da Conquista) - Ypiranga (Salvador) |

## Sub-17 e Sub-15
Fonte(s): 
| - Atlântico (Lauro de Freitas) - Bahia (Salvador) - Conquista (Vitória da Conquista) - Estrela de Março (Salvador) - FSA (Feira de Santana) - Galícia (Salvador) | - Jacuipense (Riachão do Jacuípe) - Leônico (Salvador) - Olímpia (Lauro de Freitas) - Poções (Poções) - Redenção (Salvador) | - SSA (Salvador) - Vitória (Salvador) - Vitória da Conquista (Vitória da Conquista) - Ypiranga (Salvador) |

### Campeonato Baiano Feminino de2024
Fonte(s): 
| - Atlético de Alagoinhas (Alagoinhas) - Bahia (Salvador) - Barcelona de Ilhéus (Ilhéus) - FSA (Feira de Santana) - Jacobina (Jacobina) | - Jacuipense (Riachão do Jacuípe) - Jequié (Jequié) - Juazeirense (Juazeiro) - Lusaca (Dias d'Ávila) - Vitória (Salvador) |

## Outros clubes
| - AAB (Salvador) - ABB (Salvador) - ABRUP (Simões Filho) - Astro (Feira de Santana) - Atlético Coiteense (Conceição do Coité) - Bahiano de Tênis (Salvador) - Baiacu (Vera Cruz) - Barreiras (Barreiras) | - Botafogo (Salvador) - Camaçari (Camaçari) - Cruzeiro (Cruz das Almas) - Doce Mel (Jequié) - Eunápolis (Eunápolis) - Feirense (Feira de Santana) - Flamengo de Feira (Feira de Santana) - Flamengo de Guanambi (Guanambi) | - Flamengo de Itajuípe (Itajuípe) - Guanambi (Guanambi) - Itapetinga (Itapetinga) - Itapetinga SC (Itapetinga) - Ipitanga (Lauro de Freitas) - Jacobinense (Jacobina) - Jequié EC (Jequié) - Juazeiro (Juazeiro) | - Madre de Deus (Madre de Deus) - Juventude (Vitória da Conquista) - Salvador (Salvador) - AA São Francisco (São Francisco do Conde) - São Francisco EC (São Francisco do Conde) - Serrano (Vitória da Conquista) - Teixeira de Freitas (Teixeira de Freitas) - UNIRB (Alagoinhas) |

## Amadores ou extintos
| - 2 de Julho (Salvador) - Atlético de Salvador (Salvador) - Auto Bahia (Salvador) - Bahiano (Salvador) - Botafogo de Santo Amaro (Santo Amaro) - Bragança (Salvador) - Brasileiro (Salvador) - Bravolândia (Serra Preta) - Democrata (Salvador) - Energia Circular (Salvador) - Euroexport (Salvador) - Fluminense de Salvador (Salvador) - Fluminense de Valença (Valença) - Guarani-BA (São Sebastião do Passé) - Guarany-BA (Salvador) - Humaitá (Vitória da Conquista) - Ilhéus AC (Ilhéus) - Ilhéus FR (Ilhéus) - Ilhota (Vera Cruz) - Independente-BA (Ipiaú) - Internacional-BA (Salvador) - Internacional de Cricket (Salvador) - Itapagipe (Salvador) - Monte Líbano (Salvador) - Monte Rey (Vera Cruz) | - Nazaré (Nazaré) - Palestra (Salvador) - Palmeiras do Nordeste (Feira de Santana) - Periperi (Salvador) - PFC Cajazeiras (Salvador) - Ratrans (São Sebastião do Passé) - Real Salvador (Salvador) - Real Serrinhense (Serrinha) - Renascente (Candeias) - República (Salvador) - River Ilheense (Ilhéus) - Salvador Ltda. (Salvador) - Santa Cruz-BA (Salvador) - Santos Dumont (Salvador) - São Paulo-BA (Salvador) - São Pedro-BA (Salvador) - São Salvador (Salvador) - SELEM (Luís Eduardo Magalhães) - Senzala (Camamu) - Serranense (Vitória da Conquista) - Serrinha EC (Serrinha) - Sisal Bonfinense (Senhor do Bonfim) - Sport Bahia (Salvador) - Yankee (Salvador) - Ypiranga de Valença (Valença) |